# Nyírturai-legelő
Nyírturai-legelő este o arie protejată (arie specială de conservare — SAC, sit de importanță comunitară — SCI) din Ungaria întinsă pe o suprafață de 28,87 ha, integral pe uscat.

## Localizare
Centrul sitului Nyírturai-legelő este situat la coordonatele 48°01′45″N 21°48′59″E / 48.029167°N 21.816389°E.

## Înființare
Situl Nyírturai-legelő a fost declarat sit de importanță comunitară în mai 2004 pentru a proteja 2 specii de animale. Situl a fost protejat și ca arie specială de conservare în februarie 2010.

## Biodiversitate
Situată în ecoregiunea panonică, aria protejată conține 1 habitat natural: Stepe panonice nisipoase.
La baza desemnării sitului se află mai multe specii protejate:
- mamifere (1): popândău comun (Spermophilus citellus)
- nevertebrate (1): Carabus hungaricus

Pe lângă speciile protejate, pe teritoriul sitului au mai fost identificate 1 specie de plante.